# Никола Перулло
Никола Перулло (род. 1 марта 1970, Ливорно, Италия) — итальянский эстетик. Профессор эстетики в Университете гастрономических наук в Пьемонте. Он получил степень бакалавра философии в 1994 году. В 2001 году защитил диссертацию по философии Джамбаттиста Вико в Пизанском университете. Примерно в 2002 году он присоединился к Университету гастрономических наук (UNISG) и начал свои исследования философских и эстетических основ еды и вкуса.
В последние десять лет его исследования были сосредоточены на выявлении взаимосвязи между философской мыслью и едой, чтобы представить эстетику вкуса и гастрономии в качестве научных дисциплин. Некоторые его конкретные работы способствовали систематизации этой дисциплины в Италии.
В последние время его исследования сосредоточены на предложении модели познания, основанной на участии и имплицитности. В качестве одного из примеров данной концепции было предложено вино, выбранное в качестве примера экологической парадигмы признательности. Две книги «Epistenologia». Il vino e la creatività del tatto (Mimesis, 2016) и Il gusto non è un senso ma un compito, Mimesis, 2018) рассматривают данную проблематику и являются ориентирами в этой области.

## Книги
Оригинальные издания
- Bestie e bestioni. Il problema dell’animale in Vico. vol. 1, p. 7-254, NAPOLI:Guida, 2002.
- Per un’estetica del cibo. — Palermo: Aesthetica Preprint, 2006.
- L’altro gusto: saggi di estetica gastronomica. — Pisa: Edizioni ETS, 2008.
- Filosofia della gastronomia laica, Meltemi, Roma, 2010.
- La scena del senso. A partire da Wittgenstein e Derrida. vol. 1, p. 1-209, PISA:ETS, 2011.
- Il gusto come esperienza: saggio di filosofia e estetica del cibo. — Torino: Slow Food, 2012.
- La cucina è arte? Filosofia della passione culinaria. — Roma: Carocci, 2014.
- EPISTENOLOGIA. IL VINO E LA CREATIVITA' DEL TATTO. p. 7-107, MILANO:Mimesis Edizioni, 2016.
- Taste as experience: The philosophy and aesthetics of food. Columbia University Press, 2016.
- On the Correspondence between visual and gustatory perception. In: (a cura di): Pavoni A, Mandic D, Nirta C and Philippopoulos-Mihalopoulos A , Taste. Law and the Senses Series. University of Westminster Press, 2018
- Estetica ecologica. Percepire saggio, vivere corrispondente, Mimesis, Milano-Udine, 2020.
- Epistenology. Wine as Experience. p. 3-195, NEW YORK:Columbia University Press, 2020.